# Onorato Caetani (homme politique)
Pour les articles homonymes, voir Onorato Caetani et Caetani.
Onorato Caetani, XIVe duc de Sermoneta (Rome, 18 janvier 1842 - Rome, 2 septembre 1917), est un homme politique italien.

## Biographie
Onorato, XIVe duc de Sermoneta et IVe prince de Teano, est le fils de Michelangelo et Calixta Rzewuska, dont le grand-père esy Wenceslas Seweryn Rzewuski, un orientaliste polonais réputé, lui-même petit-fils de Jan Potocki. Diplômé en droit de l'université de Rome en 1863, il a longtemps vécu en Angleterre, où il épouse Ada Bootle-Wilbraham en 1867. Il est le père de l'orientaliste Leone Caetani (1869-1935), du compositeur Roffredo Caetani (1871-1961) et du diplomate Gelasio Caetani (1877 - 1934). Il est passionné de musique : il est un ami de Wagner et de Liszt, et est président de l'Académie philharmonique romaine (Accademia Filarmonica Romana).

### Carrière politique
Homme de la droite historique (Destra storica), il prend une part active à la vie politique à partir de positions modérées, gagnant l'estime des catholiques et des anticléricaux. Il est élu à la Chambre des députés dans la circonscription de Velletri en mars 1872 et y reste sans interruption jusqu'en 1900, date à laquelle il est nommé sénateur du Royaume. Il est vice-président de la Chambre des députés du 25 novembre 1892 au 13 janvier 1895. En 1896, il est ministre des Affaires étrangères du royaume d'Italie dans le gouvernement di Rudinì II.
Il est maire de Rome (sindaco) de décembre 1890 à novembre 1892, et se retrouve à administrer la ville pendant la grave crise financière qui suit le grand boom de la construction des années 1880. Sa gestion est exclusivement orientée vers des critères administratifs, visant à consolider le budget municipal, aidé en cela par la loi spéciale sur Rome.

#### Fonctions administratives
- Conseiller provincial de Rome (2 septembre 1872-12 août 1877)
- Conseiller municipal de Rome (1880)

#### Commissions sénatoriales
- Membre de la commission d'examen des projets de loi " Prorogation du délai prévu à l'article 5 de la loi no 319 du 2 juillet 1905 relative aux mesures concernant la Somalie italienne du Sud " et " Réglementation de la Somalie italienne du Sud (Bénadir) ". (8 mai-27 novembre 1906. Démission)
- Membre de la commission d'examen du projet de loi "Dispositions pour le secours des sinistrés du tremblement de terre du 28 décembre 1908" (11 janvier 1909).

### Présidence de la Société géographique italienne
Onorato Caetani est également président de la Société géographique italienne (Società geografica italiana), succédant en 1879 à Cesare Correnti, le fondateur de la société, qui a démissionné à la suite d'une controverse concernant le soutien apporté par la société aux explorations en Afrique orientale, dont les objectifs se sont avérés par la suite dictés par des intérêts coloniaux. Caetani en assure la présidence jusqu'en 1887, garantissant ainsi son caractère scientifique; il promeut l'enseignement de la géographie dans les écoles et organise en 1881 le 3e congrès international de géographie à Venise.
En 1893, il fait don à la cathédrale de Florence de la statue de Boniface VIII attribuée à Arnolfo di Cambio et provenant de l'ancienne façade de la cathédrale Santa Maria del Fiore.

#### Fonctions et titres
- Membre annuel de la société de géographie italienne (1870)
- Président de la Société italienne de géographie (1879-1887)
- Président de l'Académie philharmonique (1879-1883) (1893-1900)

## Distinctions
- Chevalier grand-croix décoré du grand cordon de l'ordre des Saints-Maurice-et-Lazare

- Commandeur de l'ordre de la Couronne d'Italie